# كالفين جونز (لاعب كرة قدم أمريكية)
كالفين جونز (بالإنجليزية: Calvin Jones)‏ هو لاعب كرة قدم أمريكية أمريكي، ولد في 26 يناير 1951 في سان فرانسيسكو في الولايات المتحدة.

## وصلات خارجية
- كالفين جونز على موقع مرجع كرة القدم المحترفة.كوم (الإنجليزية)